# دانيال بي. كاثكارت
دانيال بي. كاثكارت (بالإنجليزية: Daniel B. Cathcart)‏ هو مخرج فني ومصمم الإنتاج أمريكي، ولد في 8 ديسمبر 1906 في بويسي في الولايات المتحدة، وتوفي في 23 يناير 1959 في لوس أنجلوس في الولايات المتحدة.

## وصلات خارجية
- دانيال بي. كاثكارت على موقع IMDb (الإنجليزية)
- دانيال بي. كاثكارت على موقع ألو سيني (الفرنسية)
- دانيال بي. كاثكارت على موقع أول موفي (الإنجليزية)
- دانيال بي. كاثكارت على موقع قاعدة بيانات الأفلام السويدية (السويدية)
- دانيال بي. كاثكارت على موقع قاعدة بيانات الفيلم (الإنجليزية)
- دانيال بي. كاثكارت على موقع كينوبويسك (الروسية)